# Ширганак
Ширгана́к (каз. Шырғанақ) — село у складі Кегенського району Алматинської області Казахстану. Адміністративний центр Ширганацького сільського округу.
Населення — 941 особа (2021; 1495 у 2009, 1368 у 1999, 1375 у 1989).